# Quận Mississippi, Arkansas
Quận Mississippi là một quận thuộc tiểu bang Arkansas, Hoa Kỳ.
Quận này được đặt tên theo sông Mississippi giáp quận này ở phía đông. Theo điều tra dân số của Cục điều tra dân số Hoa Kỳ năm 2000, quận có dân số 51.979 người. Quận lỵ đóng ở Blytheville và Osceola.

## Địa lý
Theo Cục điều tra dân số Hoa Kỳ, quận có diện tích 2382 km2, trong đó có 56 km2 là diện tích mặt nước.

### Các xa lộ chính
- Interstate 55
- U.S. Highway 61
- Highway 14
- Highway 18
- Highway 77

### Quận giáp ranh
- Dunklin, Missouri (tây bắc)
- Pemiscot, Missouri (bắc)
- Dyer, Tennessee (đông bắc)
- Lauderdale, Tennessee (đông)
- Tipton, Tennessee (đông nam)
- Quận Crittenden (nam)
- Quận Poinsett (tây nam)
- Quận Craighead (tây)

## Thông tin nhân khẩu
Theo điều tra dân số 2 năm 2000, đã có 51.979 người, 19.349 hộ gia đình, và 13.911 gia đình sống trong quận hạt. Mật độ dân số là 58 người trên một dặm vuông (22/km ²). Có 22.310 đơn vị nhà ở với mật độ trung bình 25 trên một dặm vuông (10/km ²). Cơ cấu chủng tộc của dân cư quận bao gồm 64,45% người da trắng, 32,70% da đen hay Mỹ gốc Phi, 0,26% người Mỹ bản xứ, 0,38% châu Á, Thái Bình Dương 0,03%, 1,07% từ các chủng tộc khác, và 1,12% từ hai hoặc nhiều chủng tộc. 2,25% dân số là người Hispanic hay Latino thuộc một chủng tộc nào.
Có 19.349 hộ, trong đó 36,00% có trẻ em dưới 18 tuổi sống chung với họ, 50,00% là đôi vợ chồng sống với nhau, 17,40% có nữ hộ và không có chồng, và 28,10% là các gia đình không. 24,70% hộ gia đình đã được tạo ra từ các cá nhân và 10,70% có người sống một mình 65 tuổi hoặc lớn tuổi hơn là người. Cỡ hộ trung bình là 2,64 và cỡ gia đình trung bình là 3,15.
Trong quận, tháp tuổi dân số được trải ra với 29,60% dưới độ tuổi 18, 9,90% 18-24, 27,50% 25-44, 20,80% từ 45 đến 64, và 12,20% từ 65 tuổi trở lên người. Độ tuổi trung bình là 33 năm. Đối với mỗi 100 nữ có 91,80 nam giới. Đối với mỗi 100 nữ 18 tuổi trở lên, đã có 87,70 nam giới.
Thu nhập trung bình cho một hộ gia đình trong quận đạt 27.479 USD, và thu nhập trung bình cho một gia đình là 32.648 USD. Phái nam có thu nhập trung bình 29.645 USD so với 19.782 USD của phái nữ. Thu nhập bình quân đầu người là 13.978 USD. Có 19,00% gia đình và 23,00% dân số sống dưới mức nghèo khổ, bao gồm 31,10% những người dưới 18 tuổi và 19,80% của những người 65 tuổi hoặc hơn.